# Ка Амидеј (Модена)
Ка Амидеј је насеље у Италији у округу Модена, региону Емилија-Ромања.
Према процени из 2011. у насељу је живело 37 становника. Насеље се налази на надморској висини од 86 м.